# The Best of Yes
The Best of Yes è una raccolta del gruppo progressive inglese Yes.

## Il disco
The Best of Yes è una delle numerose raccolte dei brani migliori degli Yes, e copre un periodo che va da Time and a Word (1970) a Big Generator (1987). Rispetto ad altre raccolte come Yesyears o Yesstory, Best of si distingue per una scelta piuttosto insolita di brani, tant'è che, un po' paradossalmente, le sovrapposizioni con le scelte offerte da altre raccolte sono piuttosto ridotte. L'album non contiene alcun inedito (l'unico brano non apparso in un album in studio, la cover di America di Paul Simon, era già apparso in raccolte precedenti).

## Tracce
1. No Opportunity Necessary, No Experience Needed – 4:47
2. America – 10:31
3. Heart of the Sunrise – 10:34
4. And You And I – 10:09
5. Siberian Khatru – 8:57
6. Sound Chaser – 9:25
7. On The Silent Wings of Freedom – 7:47
8. Into the Lens – 8:31
9. Owner of a Lonely Heart – 4:27
10. Love Will Find a Way – 4:48